# Молтон, Томас
Томас Молтон Младший (англ. Thomas Malton; 1748, Лондон  — 7 марта 1804, там же) — английский живописец и гравёр.
Вместе со своим младшим братом Джеймсом Молтоном (1761—1803) в юности работал в мастерской выдающегося ирландского архитектора Джеймса Гэндона. Автор нескольких известных серий гравюр с видами Лондона и других городов Англии (Оксфорда, Кембриджа). Руководитель рисовальной школы, в которой обучались Уильям Тёрнер и Томас Гёртин.

## Жизнь и творчество
Будущий художник родился в Лондоне в 1748 году. Его отец, которого тоже звали Томас Молтон (1726—1801), был чертёжником и геометром. Детство Томаса-младшего прошло в Дублине, где его отец участвовал в масштабном строительстве общественных зданий под руководством архитектора Джеймса Гэндона. После этого Молтоны вернулись в Лондон, как и Гэндон, а когда Том подрос, отец отдал его в ученики к товарищу-архитектору. Вскоре юноша обратил на себя внимание благотворительного Королевского общества поощрения художеств, которое материально поддерживало молодых и талантливых или подающих большие надежды деятелей искусства. Во многом благодаря этому, Томас-младший смог продолжить своё образование в британской Королевской академии художеств, где один из его проектов в 1782 году был отмечен золотой медалью. В дальнейшем Молтон составил себе репутацию художника, специализировавшегося на городских видах и перспективах, содержащих мастерски выполненные изображения зданий. В своих работах Молтон, обыкновенно, был достаточно точен в изображении архитектурных деталей, поэтому его художественное наследие служит ценным источником для историков и краеведов. Однако, считается, что он был не слишком силён в изображении человеческих фигур, поэтому в этом ему помогал приятель — художник Фрэнсис Уитли. 
Большую часть жизни Молтон прожил в Лондоне, иногда посещая окрестные города, такие, как университетские Кембридж и Оксфорд и курортный Бат, которые также нередко изображал. В 1783 году Молтон организовал в своей лондонской мастерской вечерние рисовальные классы, которые действовали вплоть до 1789 года, и которые посещал юный Уильям Тёрнер, который в дальнейшем неизменно высоко отзывался о Молтоне. Учился у Молтона и акварелист Томас Гёртин, внесший заметный вклад в развитие британской акварели.
В 1790-е годы Молтон увлёкся акватинтой и создал ряд значительных работ в этой, вошедшей в то время в моду, художественной технике. Кроме того, он сотрудничал с театром Ковент-Гарден, и подготовил к изданию серии видов Кембриджа и Оксфорда (второй из этих сборников вышел посмертно). Он также выпустил «Живописное путешествие по Лондону и Вестминстеру», проиллюстрированное сотней его собственных работ в технике акватинта. 
Художник Томас Молтон скончался в Лондоне 7 марта 1804 года. 
Молтон был женат и имел детей, из которых на момент его смерти были живы шестеро. Его брат, Джеймс Молтон (1761—1803) также был известным художником, рисовальщиком и гравером.
Сегодня работы Томаса Молтона хранятся в Музее Виктории и Альберта в Лондоне, Государственном Эрмитаже в Санкт-Петербурге, Художественной галерее Виктории в Бате, художественной коллекции правительства Великобритании, и в ряде других государственных и частных собраний.

## Городские пейзажи Томаса Молтона
Все представленные работы, предположительно, кроме третьей, входят в состав собрания Йельского центра британского искусства Йельского университета, Нью-Хейвен, штат Коннектикут, США.
- Улица Кингс-парад (англ.) — центральная улица города Кембриджа.
- Улица Хай-стрит (англ.) в Оксфорде.
- Парадный двор Морского госпиталя в Гринвиче.
- Вид на здание университетского Сената (англ.) Кембриджского университета и церковь Грейт-Сен-Мэри (англ.).
- Вид на здание суда (англ.) на перекрёстке лондонских улиц Фаррингтон-роуд (англ.) и Кларкенуэлл-роуд (англ.).
- Правительственное здание Хорс-гард-билдинг в Лондоне.
- Ньюгейтская тюрьма в Лондоне.
- Вид на Эссекс-билдинг, здание, входящее в состав ансамбля построек Куинз-колледжа Кембриджского университета.